# Rota do Guarumã
A rota do Guarumã é uma trilha de longo curso brasileira com 30 quilômetros de extensão criada em 2018, integrante do Sistema Brasileiro de Trilhas de Longo Curso (da ICMbio), localizada na Região Metropolitana de Belém (RMB) que interliga três Unidades de Conservação em quatro municípios brasileiro do estado do Pará: Belém, Ananindeua, Marituba, Benevides, criada e administrada pelo instituto Ideflor-bio. É considerada a primeira trilha longa do Pará; uma modalidade do ecoturismo e do turismo de aventura.
Esta rota atravessa as Unidades de Conservação Ambiental da região (iniciando no Parque do Utinga, atravessando a Área de Ambiental Metropolitana e, finalizando no Refúgio Metrópole da Amazônia) e algumas comunidades tradicionais, como a Nossa Senhora dos Navegantes e a Quilombola do Abacatal (capacitadas para receber os visitantes e oferecer serviços de alimentação, travessias, descanso).
A Rota do Guarumã permite aos visitantes o contato direto com o patrimônio natural e cultural da Amazônia Oriental. É toda sinalizada nos dois sentidos de acordo com as normas nacionais de sinalização de trilhas (entre o Parque do Utinga e a Comunidade do Maravilha no Ramal do Tayassuí/), pode ser  percorrida nas modalidades: caminhada, ciclismo, fluvial.
A comunidade do Maravilha é localizada no Ramal do Tayassuí, na fronteira dos municípios de Benevides e Santa Izabel (região de balneários com igarapés). Nesta comunidade a Rota do Guarumã conecta-se à "Trilha Amazônia Atlântica", no percurso conhecido localmente como Trilha do Soldado.
O instituto governamental responsável pelo desenvolvimento florestal e biodiversidade do estado do Pará, o Ideflor-bio, autarquia estadual que administrar as unidades de conservação paraenses.

## Sinalização
A sinalização da trilha segue o padrão do "Sistema Brasileiro de Trilhas de Longo Curso", criado pelo "Instituto Chico Mendes de Conservação da Biodiversidade" (ICMBio)

## História
A Rota do Guarumã criada em 15 de dezembro de 2018 pelo "Instituto de Desenvolvimento Florestal e da Biodiversidade do Estado do Pará" para interligar as Unidades de Conservação da Grande Belém.